# 日本三景
日本三景，指的是日本的三个觀光景點：
- 陸奧之松岛（位於宫城县宮城郡松島町）
- 丹後之天桥立（位於京都府宮津市）

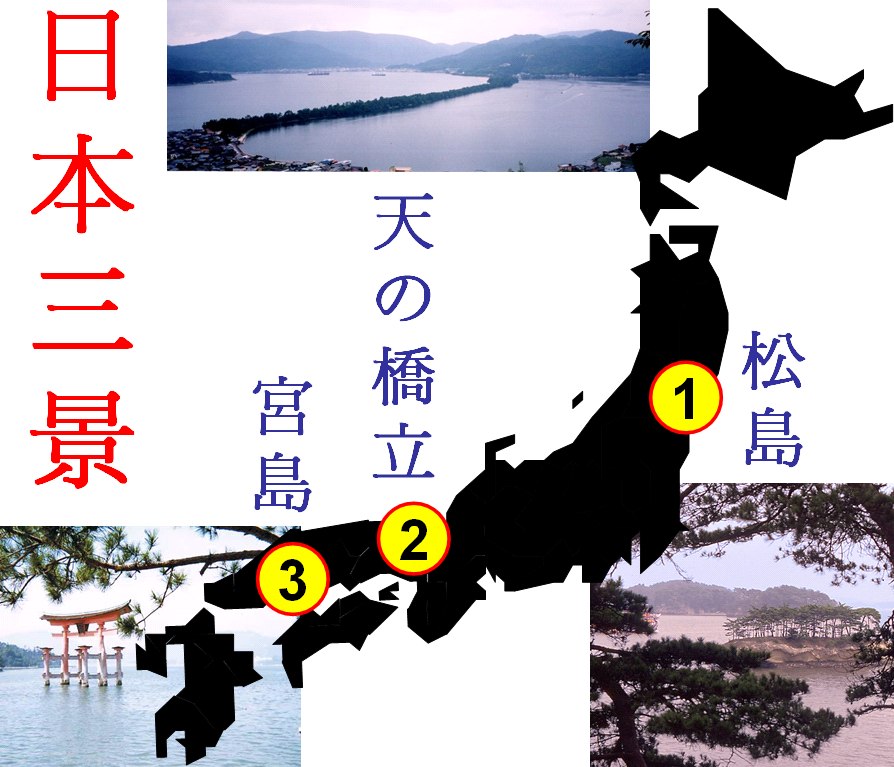
日本三景

- 安藝之嚴島（又稱宮島，位於广岛县廿日市市）

这三处景点早在德川幕府建立初期便已全国闻名，此后逐渐成为日本景色的象征，並被编写入民歌、教科书等宣传材料之中。
日本三景最早的起源被認為是日本儒學者林鵞峰（林春齋）於1643年著作的《日本國事跡考》，其中一段寫到「松島、丹後天橋立、安藝嚴島，為三處奇觀」，此後此三地變成為日本三景。
2006年7月，由天橋立、松島、宮島組成的日本三景觀光協議會決定，將林春齋的生日7月21日訂為「日本三景之日」。

## 日本新三景
1915年實業之日本社模仿日本三景，主辦了日本新三景的票選。在此次全國票選中獲選的三景為：
- 大沼（位於北海道龜田郡七飯町）
- 三保之松原（位於靜岡縣靜岡市清水區）
- 耶馬溪（位於大分縣中津市）

## 外部連結
- （中文） 日本三景官方網站